# Francis Chichester
Francis Charles Chichester, född 17 september 1901 i Barnstaple, Devon, död 26 augusti 1972 i Plymouth, Devon, var en brittisk kartförläggare som gjorde sig känd genom ett flertal soloflygningar och ensamseglatser. Han författade även ett dussintal böcker.

## Biografi
Chichester var son till en anglikansk präst och fick börja i den lokala internatskolan redan vid sex års ålder. Han studerade sedan vid Marlborough College som tonåring under första världskriget. Han emigrerade som 18-åring till Nya Zeeland, där han under en tioårsperiod byggde upp en blomstrande verksamhet inom skogsbruk, gruvdrift och fastighetsutveckling, bara för att under den stora depressionen drabbas av svåra förluster.
Efter att ha återvänt till England 1929 tog han flyglektioner och blev kvalificerad pilot. Han försökte sedan att med ett de Havilland Gipsy Moth-flygplan sätta nytt rekord med soloflygning till Australien men misslyckades på grund av mekaniska problem. Han var ändå den förste flygaren som landade ett plan på Norfolkön och på Lord Howe Island. Där skadades emellertid hans plan svårt och han tvingades att bygga om det med hjälp av öborna.
Även om begreppet ”off-course navigation” sannolikt är lika gammalt som navigering i sig själv, var Chichester den förste att använda denna på ett metodiskt sätt i ett flygplan. Detta var en svår sak att genomföra då piloten måste kunna bestämma position med hjälp av sextant samtidigt som han flög planet.
Tekniken tillät honom att hitta små öar i Stilla havet och han tilldelades Amy Johnson Memaorial Trophy för sina resor. 

### Kartografiunder andra världskriget
Chichester tog värvning under andra världskriget som brittisk navigationsexpert. Han skrev en navigationshandbok som tillät piloten i enmansstridsflygplan att navigera till europeiska kontinenten och tillbaka med samma metoder som han tidigare själv använt i Stilla havet. Efter kriget stannade han kvar i Storbritannien och köpte upp 15 000 överblivna kartor, och med dessa som grund startade han framgångsrik kartutgivning.

### Yachtsman
År 1958 började Chichester att ägna sig åt ensamsegling. Han vann sin första transatlantiska kappsegling, som hade grundats av ”Blondie” Hassler, i båten Gipsy Moth III, och han kom tvåa i andra racet fyra år senare.
Den 27 augusti 1966 seglade han sin yawl Gipsy Moth IV från Plymouth och återvände dit efter 226 dagars segling, efter att ha seglat jorden runt med endast ett stopp, i Sydney, Australien. Genom detta blev han den förste att genomföra en världsomsegling ensam, från väst till öst via de ”stora uddarna”, Godahoppsudden, Cape Leeuwin och Kap horn.
Som svar på vad han hade uppnått med sin jordenruntsegling uppgav Chichester följande uppnådda tekniska mål: Snabbare resa jorden runt än någon annan småbåt, längsta resa med litet segelfartyg utan att anlöpa hamn (15500 sjömil), längsta resa av ensamseglare, rekord på veckodistans för ensamseglare, fartrekord för ensamseglare (1400 sjömil på åtta dygn), fartrekord för ensamseglare långdistans (1313/4 sjömil per dygn under 107 dygn och 1301/4 under 119 dygn), tredje verkliga världsomseglingen runt Hornet av ett litet fartyg och som passerade två antipodiska punkter.
År 1970 försökte Chichester att segla 4 000 miles på 20 dagar, i Gipsy Moth V, men misslyckades med en dag.
Chichester dog av cancer i Plymouth, Devon den 26 augusti 1972, och begravdes i sina föräldrars kyrka, St Peters-kyrkan, Shirwell, nära Barnstaple.

## Utmärkelser
Chichester adlades i juli 1967 som Knight Commander of the Order of the British Empire för individuell prestation, uthållig navigation och sjömanskap för små båtar. 
Chichester hedrades också 1967 med ett nyutgivet 1/9 (en shilling och nio (gamla) pence) frimärke, som visade honom ombord på Gipsy Moth IV. Detta var ett avsteg från den oskrivna traditionen hos General Post Office, eftersom Chichester varken var kunglig eller död när frimärket utfärdades.
Norfolk Island utfärdade ett frimärke 1981, till minne av den första landningen av ett flygplan på ön, Chichesters Gipsy Moth Mme Elia, på Cascade Bay den 28 mars 1931. 
Ett annat frimärke (14 cent) har utfärdats av Norfolk Island vid ett senare tillfälle och visar Chichesters sjöflygplan.
En minnestavla till Chichester avtäcktes vid familjens hem på 9 St James Place, SW1 i september 1993. 